# Чајна Ен Маклејн
Чајна Ен Маклејн (енгл. China Anne McClain) америчка је певачица, глумица, плесачица и писац песама. Најпознатија је по улогама Чајне Паркс у серији Школа за таленте, која се емитовала од 2011. до 2014. године на Дизни каналу, и по улози Уме, Урсулине ћерке, у филму Наследници 2 који се емитовао 2017. године, такође на Дизни каналу.

## Биографија
Са сестрама Сијером и Лорин, направила је поп-групу Меклејн систерс. Рођена је у Атланти, а живи у Лос Анђелесу. Свира клавир, виолину, хармонику, флауту и гитару.
Глумачку каријеру је започела у једној епизоди серије Хана Монтана. Потом је глумила и у серији Чаробњаци са Вејверли Плејса. Као поп-певачица снимила је један албум, поред оригиналних албума из филмова у којима је глумила.
Најпознатије су јој песме: „Dynamite”, „Calling All the Monsters”, „Your Biggest Fan”, „I Got My Scream On”, „How Do I Get There from Here”, „Exceptional”, „Unstoppable”, „Beautiful”, „My Crush”, „Dancing by Myself”.

## Филмографија
| Година | Филм                          | Улога          |
| ------ | ----------------------------- | -------------- |
| 2005   | The Gospel                    | Алексис        |
| 2006   | Madea's Family Reunion        | Тамара         |
| 2007   | A Dennis the Menace Christmas | Маргарет       |
| 2007   | Daddy's Little Girls          | Чајна Џејмс    |
| 2008   | Six Blocks Wide               | Комшиница #8   |
| 2010   | Hurricane Season              | Елана Колинс   |
| 2010   | Grown Ups                     | Шарлот Мекензи |
| 2013   | Grown Ups 2                   | Шарлот Мекензи |
| 2016   | Bilal                         | Гуфера         |
| 2016   | Sheep & Wolves                | Лира           |
| 2017   | Наследници 2                  | Ума            |
| 2017   | Blood Brother                 | Дарси          |
| 2019   | Наследници 3                  | Ума            |

| Год.      | Наслов                                      | Улога             |
| --------- | ------------------------------------------- | ----------------- |
| 2007–2012 | Tyler Perry's House of Payne                | Џезмин Пејн       |
| 2008      | Jimmy Kimmel Live!                          | Наташа Обама      |
| 2009      | Хана Монтана                                | Изабел            |
| 2009      | Морнарички истражитељи                      | Кајла Венс        |
| 2009      | Jack and Janet Save the Planet              | Џенет             |
| 2010      | Jonas                                       | Кјара Тишана      |
| 2011      | Чаробњаци са Вејверли Плејса                | Тина              |
| 2011–2014 | Школа за таленте                            | Чајна Паркс       |
| 2011      | PrankStars                                  | глумила саму себе |
| 2012      | Doc McStuffins                              | Тиша Мекстафинс   |
| 2014      | Sing Your Face Off                          | глумила саму себе |
| 2014      | R. L. Stine's The Haunting Hour: The Series | Сем Ковингтон     |
| 2014      | How to Build a Better Boy                   | Геби Харисон      |
| 2015      | Bones                                       | Кетрин Волинг     |
| 2015      | VeggieTales in the House                    | Џена Чајв         |
| 2015–2016 | Descendants: Злобни свет                    | Фреди             |
| 2016      | The Night Shift                             | Лорен             |
| 2017      | Кеј Си на тајном задатку                    | Шина              |
| 2018      | Black Lightning                             | Џенифер Пирс      |